# 卡洛斯·塔尔蒂耶雷球场
卡洛斯·塔尔蒂耶雷球场（西班牙語：Estadio Carlos Tartiere），是一座位于西班牙阿斯图里亚斯自治区奥维耶多市的一座足球場，建成于2000年，是西乙俱乐部皇家奥维耶多的主场。体育场容量为30,500人。

## 图集

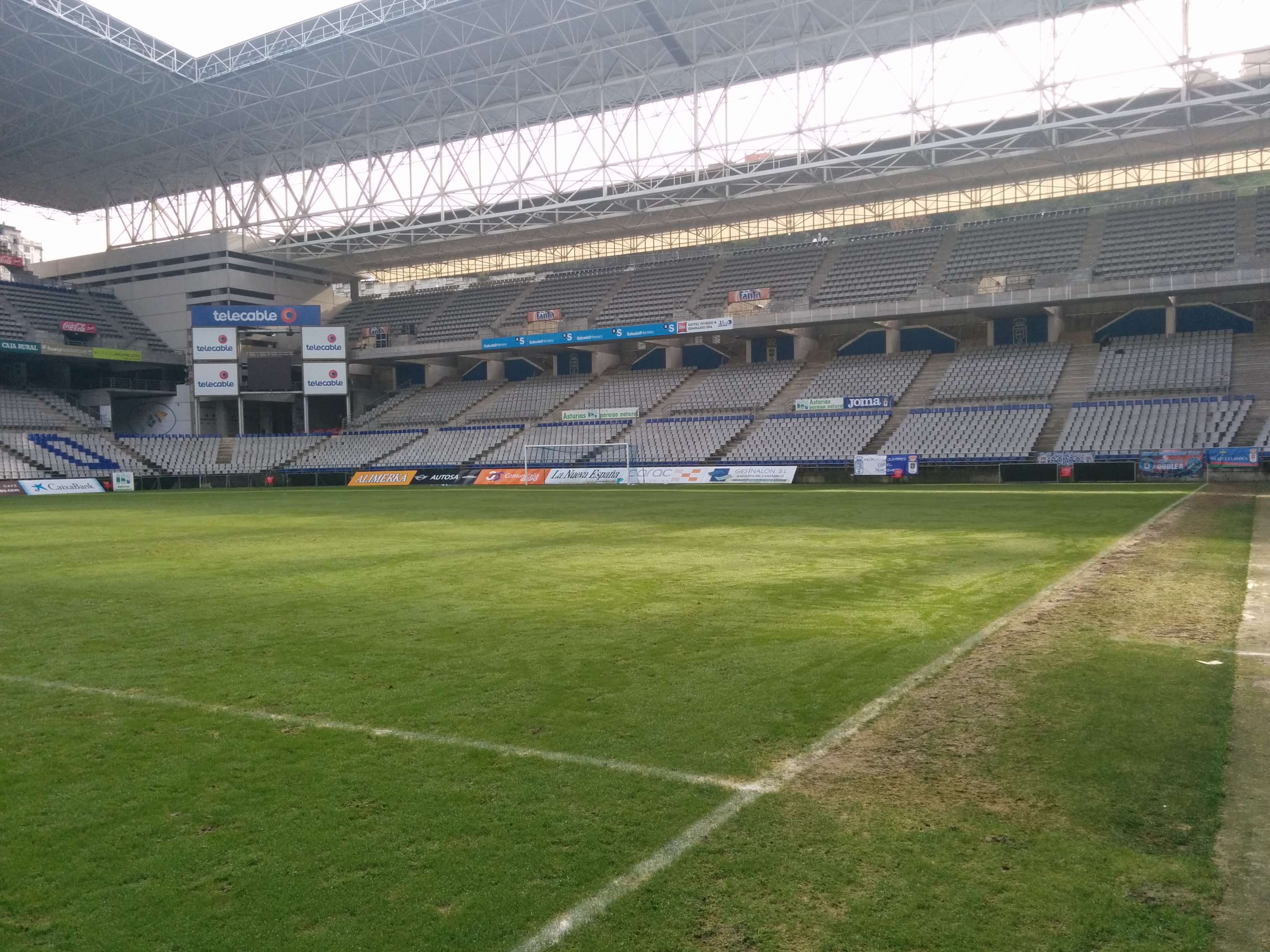
塔尔蒂耶雷球场的南看台
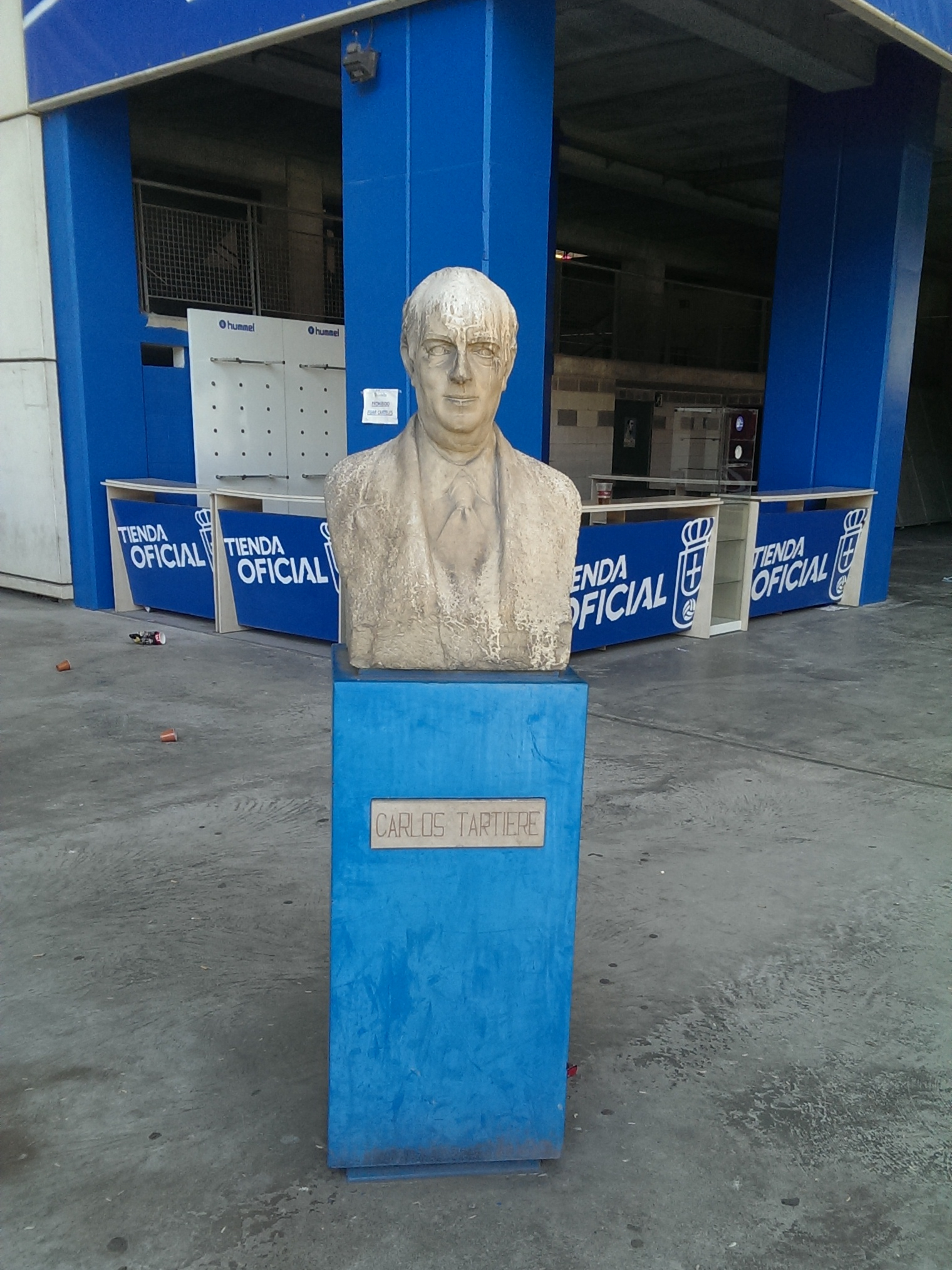
塔尔蒂耶雷球场西北角的兰加拉塑像
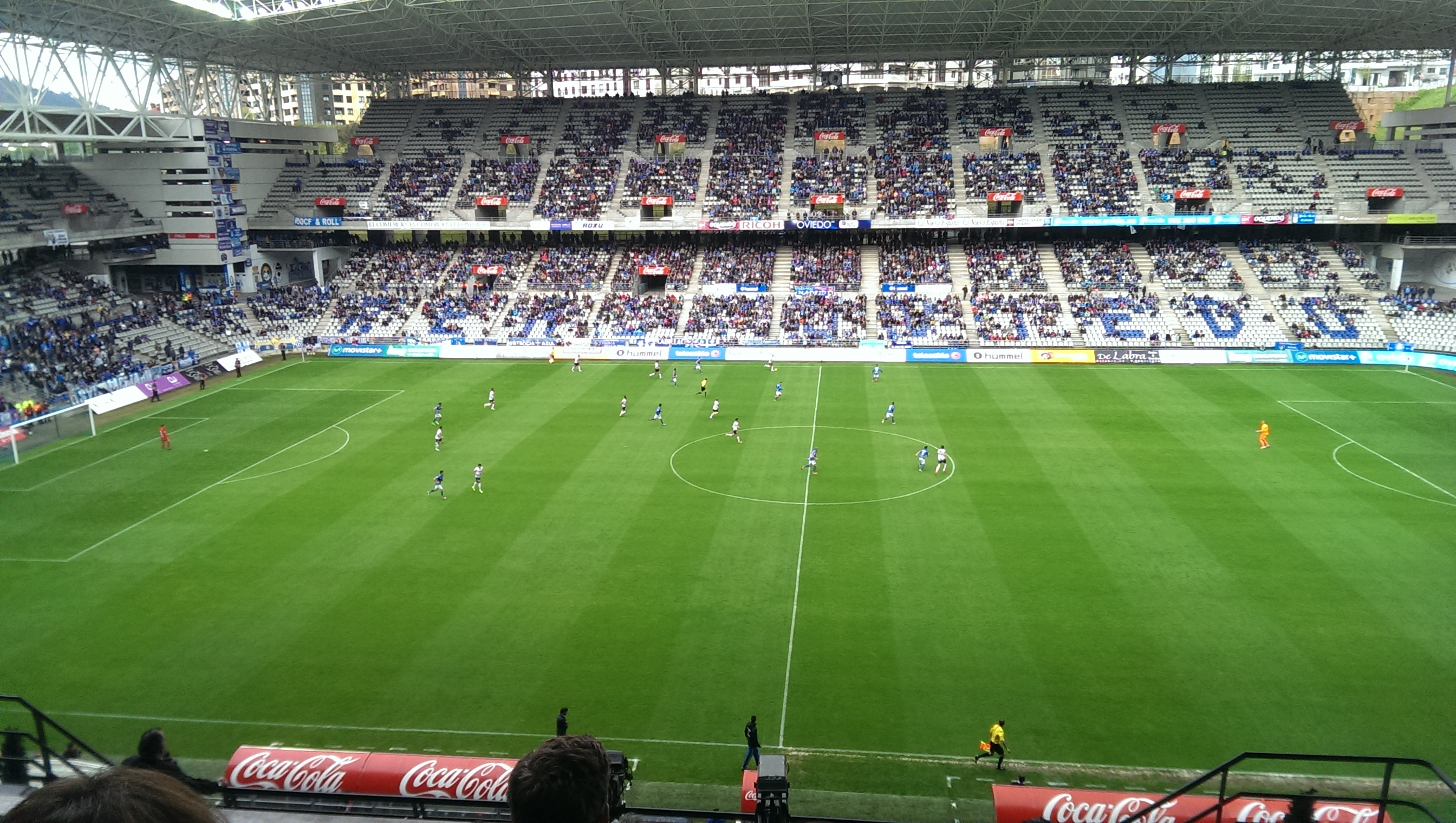
塔尔蒂耶雷球场主席台视角，对面是球场的东看台